# Dead Space 3
Dead Space 3 je akční survival horor z roku 2013, který vyvinula společnost Visceral Games a vydala společnost Electronic Arts pro PlayStation 3, Windows a Xbox 360. Jedná se o třetí a poslední hlavní díl série Dead Space.

## Hratelnost

### Synopse
Příběh hry sleduje postavu hráče Isaaca Clarkea a jeho spojence, kteří prozkoumávají zamrzlou planetu Tau Volantis, aby odhalili původ rostoucí hrozby ze strany jejich nepřátel, Nekromorfů.

### Mechanismy
Hráči ovládají Isaaca a prozkoumávají prostředí, řeší hádanky a hledají zdroje. Bojují s Nekromorfy a nepřátelskými lidmi zvanými Unitologové. Hra podporuje online kooperativní multiplayer, ve kterém se druhý hráč ujme role nové postavy Johna Carvera.

## Vývoj
Výroba hry začala v roce 2011 po vydání hry Dead Space 2. Pokračování bylo původně plánováno se zaměřením na horor, ale požadavky společnosti Electronic Arts vedly k zavedení akčních prvků, odstranění hororových motivů a zavedení mikrotransakcí. Hratelnost byla upravena na základě nového prostředí a příběh byl napsán tak, aby uzavřel sérii a vysvětlil zbývající záhady Nekromorfů.
Hudbu ke hře napsali skladatelé Jason Graves a James Hannigan. V březnu 2013 byl vydán díl stahovatelného obsahu (DLC) s podtitulem Awakened. Toto DLC bylo přijato smíšeně, kritizováno bylo jeho dějové díry a krátká stopáž.

## Vydání
Videohra Dead Space 3 byla silně mediálně propagována. Například vyšel grafický román Dead Space: Liberation. Hráčské přijetí bylo vesměs pozitivní. Hra byla chválena za atmosféru a hratelnost, ale kritici i hráči zpochybňovali její posun k akci. Hra se umístila vysoko v žebříčcích prodejnosti, ale prodalo se jí méně kopií, než vydavatel očekával.
Plány na pokračování byly opuštěny, vývojový tým byl rozpuštěn a společnost Visceral Games v roce 2017 ukončila činnost. Série zůstala nečinná až do vydání remaku první hry Dead Space v roce 2023.